# Moskevská matematická společnost
Moskevská matematická společnost (rusky Московское математическое общество – Moskovskoje matěmatičeskoje obščestvo, MMO) je matematická společnost sídlící v Moskvě.

## Dějiny
Moskevská matematická společnost byla založena 15. září 1864, prvním předsedou byl rodák z Čech Nikolaj Brašman a prvním místopředsedou pozdější předseda Vasilij Jakovlevič Cinger.

### Předsedové
- Nikolaj Dmitrijevič Brašman (1864–1866)
- August Juljevič Davidov (1866–1886)
- Vasilij Jakovlevič Cinger (1886–1891)
- Nikolaj Vasiljevič Bugajev (1891–1903)
- Pavel Alexejevič Někrasov (1903–1905)
- Nikolaj Jegorovič Žukovskij (1905–1921)
- Boleslav Kornělijevič Mlodzijevskij (1921–1923)
- Dmitrij Fjodorovič Jegorov (1923–1930)
- Arnošt Kolman (1930–1932)
- Pavel Sergejevič Alexandrov (1932–1964)
- Andrej Nikolajevič Kolmogorov (1964–1966)
- Izrail Moisejevič Gelfand (1966–1970)
- Igor Rostislavovič Šafarevič (1970–1973)
- Andrej Nikolajevič Kolmogorov (1973–1985)
- Sergej Petrovič Novikov (1985–1996)
- Vladimir Igorevič Arnold (1996–2010)
- Viktor Anatoljevič Vasiljev (od roku 2010)